# Mount Lagado
Mount Lagado är ett berg i Antarktis. Det ligger i Västantarktis. Argentina, Chile och Storbritannien gör anspråk på området. Toppen på Mount Lagado är 1 200 meter över havet.
Terrängen runt Mount Lagado är kuperad västerut, men österut är den platt. Trakten är obefolkad. Det finns inga samhällen i närheten.